# Alvis Stormer
Alvis Stormer – współczesny brytyjski wielozadaniowy pojazd wojskowy będący rozwinięciem konstrukcji CVR(T). Podstawową odmianą pojazdu jest transporter opancerzony. Stormer może również pełnić funkcje ambulansu, wozu zabezpieczenia technicznego, bojowego wozu piechoty, ustawiacza min, wozu dowodzenia bądź samobieżnego przeciwlotniczego zestawu rakietowego.
W zależności od wersji Stormer wyposażony jest w armatę automatyczną kalibru 20 mm, 25 mm lub 30 mm, armatę kalibru 76 mm lub 90 mm, karabin maszynowy kalibru 7,62 mm lub 12,7 mm, osiem wyrzutni przeciwlotniczych pocisków rakietowych Starstreak bądź jest nieuzbrojony.